# حارة بيت الحللي - الماجل (صنعاء)
بيت الحللي - الماجل هي إحدى حارات حي سدس احداق بمدينة الروضة شمال العاصمة اليمنية "صنعاء"، بلغ تعداد سكانها 1151 نسمة حسب تعداد اليمن لعام 2004.